# Suicidal Tendencies
Suicidal Tendencies est un groupe de metal alternatif américain, originaire de Venice, en Californie. Ils sont considérés comme les précurseurs du skate punk et crédités comme « les pères du crossover thrash » ; leur musique comprend aussi des éléments heavy metal et funk metal.
Suicidal Tendencies obtient le succès grâce à son album homonyme sorti en 1983, incluant le single Institutionalized. Le clip vidéo du single est l'une des premières vidéos punk hardcore jouées sur la chaîne américaine MTV. L'album suivant de Suicidal Tendencies est distribué par leur propre label indépendant, Suicidal Records, où ils font également paraître une chanson Look Up...(The Boys Are Back), sur le split Welcome to Venice en 1985. Le deuxième album du groupe, Join the Army n'est pas commercialisé avant 1987. Join the Army attire l'attention du label Epic Records, qui signe le groupe en 1988 et édite leur troisième album, How Will I Laugh Tomorrow When I Can't Even Smile Today, plus tard la même année. L'album est suivi de deux autres, Controlled by Hatred/Feel Like Shit...Déjà Vu et Lights...Camera...Revolution!, tous les deux certifiés disques d'or par la RIAA.

## Biographie

### Débuts, polémiques et première pause (1981–1986)

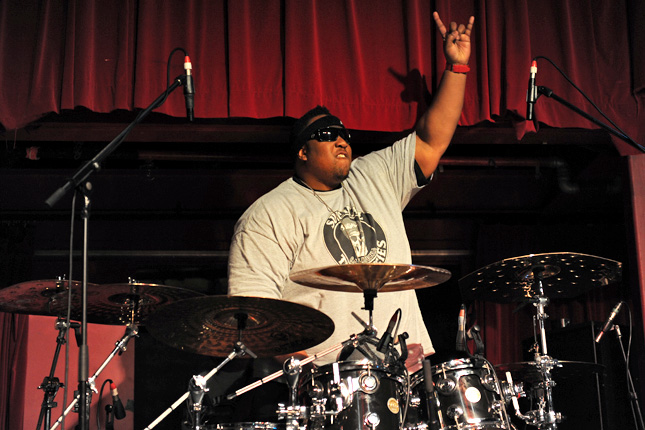
2011 au Capitole, Washington.

Suicidal Tendencies se forme en 1981 comme groupe punk à Venice, en Californie. Le line-up original du groupe comprend Mike Muir au chant, Mike Ball à la guitare, Carlos « Egie » Egert à la batterie, et Mike Dunnigan à la basse. Après l'enregistrement de leur première démo, Carlos Egert quitte le groupe et est remplacé par le frère de Dunnigan, Sean. Muir, à cette époque étudiant au Santa Monica College, se joint à Suicidal Tendencies qu'il considère comme un « groupe de fête », puis par la suite comme l'intérêt de sa vie. Suicidal Tendencies connaît des débuts difficiles ; il est élu « pire groupe/plus grands connards » par le fanzine Flipside en 1982, mais il est par la suite élu « meilleur nouveau groupe ». Des rumeurs circulent à l'époque comme quoi les membres, leurs amis et même leurs fans, seraient impliqués dans des gangs (en particulier les Venice White Boyz), engendrés par le bandana bleu que portait Muir et les actions clairement violentes du groupe sur scène.
Suicidal Tendencies gagne rapidement en popularité et commence à participer à des concerts toujours plus grands. Ils enregistrent une démo en 1982 qui sera incluse dans la compilation Slamulation distribuée par Mystic Records ; il s'agit de la chanson I Saw Your Mommy, plus tard également incluse dans leur premier album homonyme. Les frères Dunnigan quittent le groupe après l'enregistrement, Mike Dunnigan se joignant au groupe de Tony Alva, The Skoundrelz. Ball reste dans le groupe pendant 2½ ans avant de joindre The Skoundrelz et est remplacé par Dunnigan. Le guitariste Rick Battson enregistre la démo avant leur premier album.
Toutes ces polémiques aident à attirer l'attention des labels, et Suicidal signe en 1983 avec le label indépendant Frontier Records puis fait paraître son premier album éponyme. Il est décrit par Steve Huey d'AllMusic comme « rapide, furieux et drôle... Mike Muir se prouve qu'il est un parolier et commentateur articulé, qui se centre dans des sujets comme l'aliénation, la dépression, et les politiques non conformistes avec intelligence et humour. » Il comprend la chanson Institutionalized, dont le clip vidéo devient le premier du genre punk hardcore à être diffusé sur la chaîne américaine MTV, et qui agrandit considérablement la fanbase du groupe. La chanson est incluse dans le film Repo Man (1984), dans un épisode de Deux Flics à Miami, et dans le film Iron Man, dans lequel la chanson est jouée en arrière-plan tandis que Tony Stark répare sa voiture. Peu après la sortie de leur album en 1983, Estes quitte le groupe et est remplacé par Jon Nelson, ancien manager du groupe Neighborhood Watch. Nelson joue avec Suicidal à tous les concerts entre 1983 et 1984  et contribue à des chansons comme War Inside My Head, You Got, I Want, Human Guinea Pig, You Are Forgiven, et Look Up...(The Boy's Are Back), le dernier étant inclus dans la compilation Welcome to Venice.
La même année, Suicidal entame quatre années de pause ; Mike Muir et le bassiste Louiche Mayorga forment le Label Suicidal Records et le groupe Los Cycos (en). Jon Nelson quitte le groupe, et Suicidal Tendencies est banni des concerts de L.A. depuis un incident au Perkins Palace. Muir tente de son côté d'incarner la production et la création d'un label. Los Cycos comprend initialement Mike Muir (chant), Bob Heathcote (basse), Anthony Gallo (guitare) et Amery Smith (batterie),. Amery Smith quitte le groupe pour se joindre à Jon Nelson dans le lancement de leur propre groupe (The Brood). Los Cycos recrute finalement Grant Estes à la guitare solo, et Bob Heathcote et Amery Smith sont remplacés par Louiche Mayorga (basse) et Sal Troy (batterie). Ils enregistrent la chanson It's Not Easy écrite par Muir. Welcome to Venice est le premier album distribué par Suicidal Records ; malheureusement les exemplaires originaux ont été brûlés lors d'un incendie. En 1989, Suicidal Tendencies réédite It's Not Easy extrait de leur album Controlled By Hatred/Feel Like Shit... DejaVu. L'autre chanson de Los Cycos, A Little Each Day, qui n'a jamais été incluse dans l'album, est rééditée pour l'album Join the Army, puis sur Still Cyco After All These Years sorti en 1993. En 2000, elle est incluse dans la compilation FNG et une quatrième fois sur l'album split Lights...Camera...Revolution!/Still Cyco After All These Years. Le groupe se trouve finalement un nouveau label, Caroline Records en 1986.

### Premier retour (1987–1988)
Avec le line-up de Muir, Louiche Mayorga, George, et Herrera, le groupe fait paraître son second album, Join the Army, en 1987. L'album est accueilli d'une manière mitigée par les fans du fait qu'il soit orienté Metal (un genre ramené sur la table par Rocky George), tandis qu'ils s'attendaient à la sortie d'un album punk. Néanmoins, Join the Army inclut des chansons classiques du genre comme War Inside My Head et Possessed to Skate.
Peu après, le groupe effectue quelques changements majeurs. L'influence Metal de Rocky George commence également à influencer Muir, qui remplace Keven Guercio au chant pour le groupe de Mike Clark, No Mercy. Muir engage le guitariste de No Mercy Mike Clark à la guitare rythmique pour Suicidal. Il renvoie ensuite Mayorga, qui tentait de garder le groupe dans ses racines punk, et est brièvement remplacé par le bassiste de No Mercy, Ric Clayton, qui est à son tour remplacé par Bob Heathcote. Peu après, le groupe est sélectionné par le producteur du groupe Anthrax Mark Dodson, et signé au label Epic Records. Le changement de direction musicale et la signature au label déçoit les anciens fans, mais Suicidal compense en se popularisant parmi les fans de heavy metal. Le premier album du groupe distribué par Epic s'intitule How Will I Laugh Tomorrow When I Can't Even Smile Today, sorti en 1988.

### Troisième pause et nouveaux albums (2002–2012)
Paul et Wackerman (qui viennent de se joindre à Bad Religion) quittent Suicidal Tendencies en 2002, tandis que le groupe est en inactivité temporaire, et son remplacés par les frères Steve et Ron Bruner à la basse et à la batterie, respectivement. Le groupe tourne en 2003, mais sont forcés à faire de nouveau une pause en 2004, à la suite d'une opération du dos subie par Mike Muir. Sans pour autant sortir de nouvel album, Suicidal Tendencies continue à tourner en 2005. Le 29 octobre de la même année, leur performance au Grand Olympic Auditorium de Los Angeles est filmée. Suicidal Tendencies participe au Soundwave Festival en Australie en février et en mars 2007, à Brisbane, Sydney et Perth. Ils jouent au Artefact Festival en France le 29 avril 2007, et à Istanbul, Turquie le 29 mai. Ils jouent également au Tuborg du Download Festival, organisé au Donington Park, au Royaume-Uni le 27 juin 2007, et aux Sounds of the Underground de San Jose, en Californie le 3 août, à Irvine, Californie, le 4 août, et à Mesa, Arizona le 5 août. Au printemps 2008, le groupe joue avec Whole Wheat Bread, Madball, Terror, et Death by Stereo.
Le tout premier DVD de Suicidal Tendencies, Live at the Olympic Auditorium, est finalement commercialisé le 26 janvier 2010 par Fontana Distribution via le label du groupe, Suicidal Records. En septembre 2010, Suicidal Tendencies fait paraître l'album No Mercy Fool!/The Suicidal Family qui comprend des rééditions de Join the Army et d'anciennes chansons de No Mercy. Pour la promotion de l'album, le groupe organise une tournée américaine entre octobre et novembre, dont une date à Tucson, Arizona.

### 13et suites (depuis 2013)

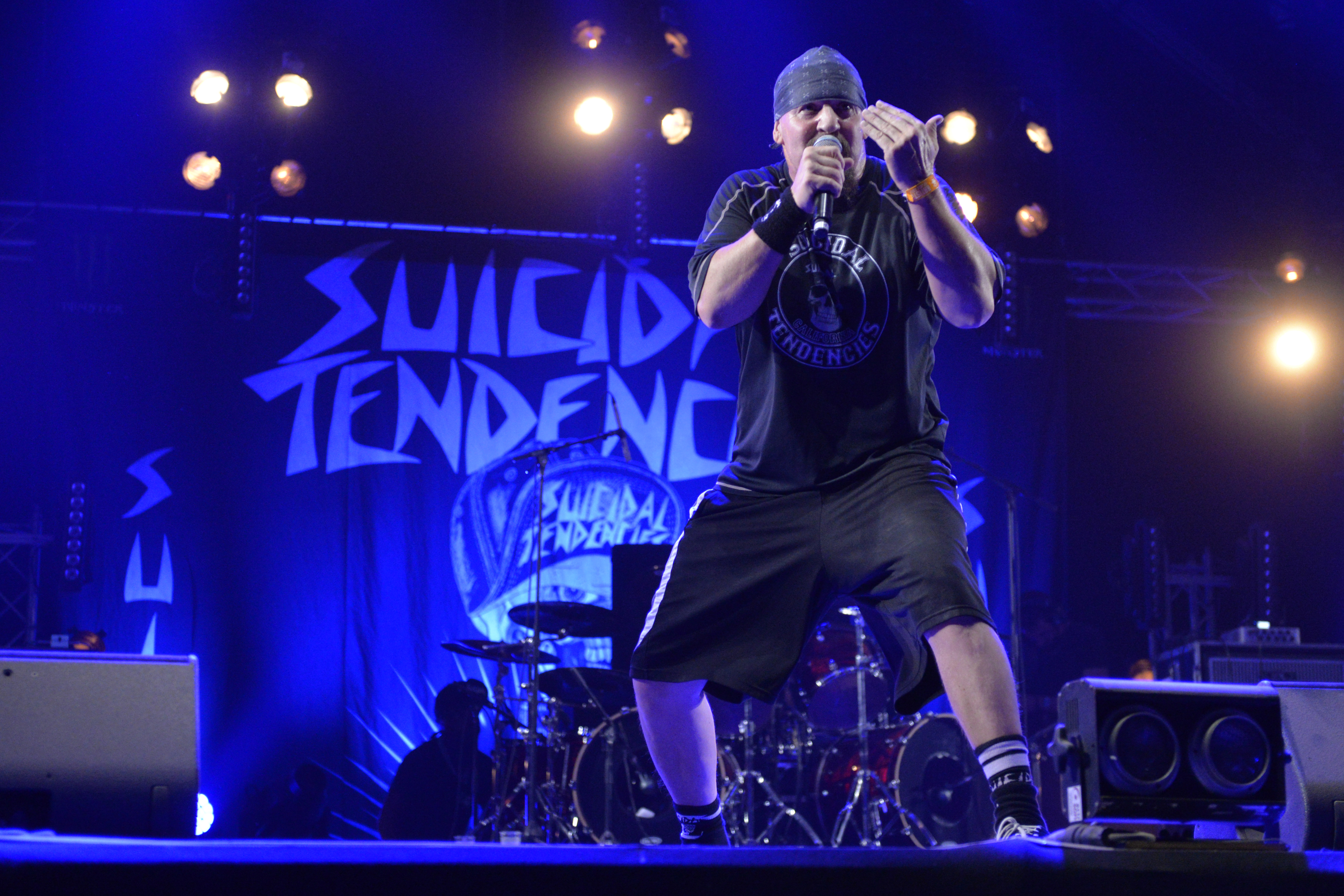
Mike Muir au Hellfest 2017.

Suicidal Tendencies fait paraître 13, leur premier album en treize ans, le 26 mars 2013,. Le 11 mars 2014, Thomas Pridgen (ancien batteur de The Mars Volta) est confirmé sur Instagram et Facebook comme nouvelle recrue pour Suicidal Tendencies. Le 27 août 2014, Suicidal Tendencies annonce le décès du bassiste Tim Williams.
Dans une entrevue effectuée en décembre 2014 avec Loudwire, le chanteur Mike Muir annonce une éventuelle suite à l'album 13.
Après avoir écumé l'Europe et les deux continents américains, le groupe sort son nouvel album, World Gone Mad, le 30 septembre 2016,. Cet album est pensé comme s'il devait être leur dernier. La formation composée de Cyco Miko et de Dean Pleasant s'associe à l'ancien batteur de Slayer, Dave Lombardo. À la basse, Ra Díaz remplit son rôle, et Jeff Pogan s'occupe des guitares rythmiques. Le Persistence Tour 2017 passera en Europe avec entre autres Municipal Waste et Agnostic Front.
Lombardo quitte le groupe dès 2021 pour se concentrer dans Testament.
Fraichement licencié de Slipknot de manière brutale, Jay Weinberg annonce reprendre le flambeau des fûts le 6 mars 2024.

## Style musical et influence
Suicidal Tendencies est influencé par une variété de genres, incluant punk rock, hardcore, surf music et heavy metal, comme Black Flag, The Germs, Dick Dale, Black Sabbath, Circle Jerks, TSOL, The Detours, The Middle Class, The Simpletones, China White, The Hated, Motörhead, The Plugz, the Big Boys et War. Leurs premières chansons étant considérées comme punk hardcore, le groupe est connu pour son mélange de heavy metal et de thrash, funk, rock punk et rock alternatif. La presse décrit également Suicidal Tendencies comme les « pères fondateurs » du crossover thrash,,.
De nombreux groupes metal, punk et alternatif, citent Suicidal Tendencies comme inspiration, dont Anthrax, Biohazard, Children of Bodom, Death By Stereo, Dub War (en), Green Day, Jane's Addiction, Incubus, Korn, Limp Bizkit,, Megadeth, Metallica, MxPx, NOFX,, The Offspring,, P.O.D., Pantera, Papa Roach, Pennywise, Rage Against the Machine, Sepultura, Slayer, Slipknot, Soulfly, Staind, System of a Down, et Hank Williams III.

## Récompenses
- 2016 : l'album World Gone Mad est classé 8e meilleur album de l'année par la rédaction du site Metalorgie.com[51]

## Membres
- Mike Muir – chant (depuis 1981)
- Dean Pleasants – guitare solo (depuis 1997)
- Jay Weinberg - batterie (depuis 2024)
- Jeff Pogan – guitare rythmique (depuis 2016)
- Tye Trujillo -  basse (depuis 2021)

## Discographie

### Albums studio
- 1983 : Suicidal Tendencies
- 1987 : Join the Army
- 1988 : How Will I Laugh Tomorrow When I Can't Even Smile Today
- 1989 : Controlled by Hatred/Feel Like Shit...Déjà Vu
- 1990 : Lights...Camera...Revolution!
- 1992 : The Art of Rebellion
- 1993 : Still Cyco After All These Years
- 1994 : Suicidal for Life
- 1999 : Freedumb
- 2000 : Free Your Soul... and Save My Mind
- 2013 : 13
- 2016 : World Gone Mad
- 2018 : Still Cyco Punk After All These Years

### Compilations
- 1992 : F.N.G.
- 1997 : Prime Cuts
- 1997 : Friends & Family, Vol. 1
- 2001 : Friends & Family, Vol. 2
- 2010 : Playlist: The Very Best of Suicidal Tendencies
- 2010 : No Mercy Fool!/The Suicidal Family

### EP
- 1998 : Six The Hard Way
- 2018 : Get Your Fight on

### Autres albums
- 2008 : Year of the Cycos (compilation des futurs albums de Cyco Miko, Suicidal Tendencies et Infectious Grooves)
- 2011 : The Mad Mad Musical Tour (compilation de titres de Suicidal tendencies, de Cyco Miko et de Infectious Groove)